# Tytonidae
Tytonidae (conhecidas popularmente por suindaras ou rasga-mortalhas) é uma das duas famílias de aves que inclui diversas espécies de corujas, a outra sendo a Strigidae. Elas são de tamanho médio para grande, com grandes cabeças no formato característico de "coração". As suindaras incluem duas sub-famílias: Tytoninae e Phodilinae.
O registro fóssil das suindaras começa no Eoceno, com a família perdendo espaço para as corujas verdadeiras (Strygidae) após a disseminação dos roedores e corujas no Neogeno. Existem duas subfamílias conhecidas apenas através do registro fóssil: a Necrobyinae e a Selenornithinae.
As suindaras tem larga ocorrência, estando ausentes apenas no extremo norte da América do Norte, da África saariana e de latitudes temperadas nos trópicos. A maioria das 16 espécies de suindaras é pouco conhecida e algumas, como a coruja-malgaxe, são raramente vistas ou estudadas desde a sua descoberta, em contraste com a suindara comum, que é uma das espécies mais conhecidas do mundo. Algumas subespécies provavelmente mereciam ser espécies separadas, mas não há estudos suficientes a este respeito.
Cinco espécies de suindaras estão ameaçadas, e algumas espécies insulares se tornaram extintas, como a Tyto letocarti. As suindaras são principalmente noturnas e não migratórias, vivendo em casais ou solitárias.
Nas regiões norte e nordeste do Brasil, sobretudo em áreas rurais, estas aves são conhecidas como rasga-mortalha, e são famosas por supostamente trazerem mau agouro. Tal se explica, provavelmente, pelos hábitos noturnos, pela cor da plumagem branca, pelo voo baixo que elas empreendem em busca de roedores, pela sua aparência estranha, e principalmente, pelo som rouco que costuma emitir durante o voo, semelhante ao barulho que certos tecidos de linho ou de seda fazem quando são rasgados, lembrando o rasgar de uma "mortalha", pano que envolve os mortos. De acordo com o folclore nessas regiões, se uma rasga-mortalha ao sobrevoar alguém, ou sua casa, emite seu som característico, é um sinal de que aquela pessoa, ou um parente próximo, irá morrer em breve.

## Espécies
São reconhecidas actualmente 20 espécies, distribuídas por duas subfamílias (Tytoninae e Phodilinae).
Tytoninae
- Coruja-fuliginosa-grande, Tyto tenebricosa
- Coruja-fuliginosa-pequena, Tyto multipunctata
- Coruja-de-minahassa, Tyto inexspectata
- Coruja-de-taliabu, Tyto nigrobrunnea, Considerada uma espécie quase extinta.
- Coruja-das-tanimbar, Tyto sororcula
- Coruja-de-manus, Tyto manusi
- Coruja-dourada, Tyto aurantia
- Coruja-da-oceânia, Tyto novaehollandiae
- Coruja-de-celebes, Tyto rosenbergii
- Coruja-malgaxe, Tyto soumagnei
- Coruja-das-torres-ocidental, Tyto alba
- Coruja-da-igreja, Tyto furcata
- Coruja-das-torres-oriental, Tyto javanica
- Coruja-das-andamão, Tyto deroepstorffi (antes incluída no T. alba)[2]
- Coruja-de-face-cinza, Tyto glaucops
- Coruja-do-cabo, Tyto capensis
- Coruja-do-capim, Tyto longimembris

Phodilinae
- Coruja-baia-congolesa, Phodilus prigoginei
- Coruja-baia-oriental, Phodilus badius
- Coruja-baia-do-ceilão, Phodilus assimilis (antes incluída no P. badius)[2]

- Commons
- Wikispecies